# Retzian-(La)
La retzian-(La) è un minerale.